# 中心立方体数
中心立方体数(ちゅうしんりっぽうたいすう、Centered cube number)とは、中心つき図形数の1つで、立方体を表す。n番目の中心立方体数は次式で表される。
{\displaystyle n^{3}+(n+1)^{3}.}
1, 9, 35, 91, 189, 341, 559, 855, 1241, 1729, 2331, 3059, 3925, 4941, 6119, 7471, 9009, 10745, 12691, 14859, 17261, 19909, 22815, 25991, 29449, 33201, 37259, 41635, 46341, 51389, 56791, 62559, 68705, 75241, 82179, 89531, 97309, 105525. オンライン整数列大辞典の数列 A005898
中心立方体数を{\displaystyle C_{n}}、四角錐数を{\displaystyle P_{n}}とすると、次のような関係がある。
{\displaystyle C_{n}=P_{n}+4P_{n-1}+P_{n-2}.}
中心立方体数は原子殻のモデリングとかかわりがある。